# Buffy, zabíječka upírů
Buffy, zabíječka upírů (v anglickém originále Buffy the Vampire Slayer) je americký akční a komediálně hororový film z roku 1992 od společnosti 20th Century Fox. Autorem jeho scénáře je Joss Whedon, natočila jej režisérka Fran Rubel Kuzui, v titulní roli se představila Kristy Swanson. Snímek pojednává o roztleskávačce Buffy, která zjistí, že jejím osudem je pronásledovat a zabíjet upíry, v čemž jí pomáhá její rádce Merrick. Film byl natočen v jiném stylu, než jeho autor, Joss Whedon, zamýšlel. V letech 1997–2003 vznikl pod jeho vedením odlišně stylizovaný seriál Buffy, přemožitelka upírů.
Film Buffy, zabíječka upírů byl v USA uveden do kin 31. července 1992, v Česku byl v kinech promítán od 6. května 1993.

## Příběh
Středoškolačka Buffy je typickou povrchní „valley girl“, která se na Hemerské střední škole (v originále Hemery High School) v Los Angeles věnuje cheerleadingu. Je bezstarostnou a oblíbenou dívkou, jejímž hlavním zájmem je trávit čas s podobnými kamarádkami. Jednoho dne se potká s Merrickem, který jí prozradí, že je zabíječkou (v originále The Slayer), jednou z dlouhé řady vyvolených dívek, které musí bojovat s upíry. Sám Merrick je strážcem (v originále Watcher), jenž má na ni dohlížet, vést ji a trénovat ji. Zpočátku mu nevěří, nicméně sama si posléze uvědomí, že tento muž má asi pravdu, neboť je do detailů také schopen popsat jeden sen o upírech, který se jí ve spánku opakovaně vrací. Kromě toho Buffy objeví v sobě dosud nepoznané schopnosti, včetně zvýšené mrštnosti, lepších smyslů a výdrže.
Pike a jeho nejlepší kamarád Benny, kteří nesnáší Buffy a její přítelkyně kvůli navzájem odlišným sociálním vrstvám, popíjí venku alkohol a jsou přitom napadeni upíry. Benny je proměněn v jednoho z nich, Pika však zachrání Merrick. Benny následně navštíví Pika a zkouší ho přesvědčit, aby se taky stal nemrtvým. Ten se později rozhodne radši utéct z města, což se mu vzhledem k porouchané dodávce nepodaří a během útoku upírů skončí v lese.
Buffy se dostane do konfliktu s Lothosem, místním upírským bossem, který již dříve odstranil několik předchozích zabíječek. V lese se Buffy, Pike a Merrick postaví Lothosovu hlavnímu nohsledovi Amilynovi a jeho partě upírů, přičemž sám Amilyn přijde během boje o ruku. Prchne zpět k Lothosovi, který si uvědomí, že Buffy je nová zabíječka. Po společně prožité šarvátce se z Buffy a Pika stanou kamarádi, jejich vztah se nakonec změní v romantický a Pike se také stane Buffyiným partnerem v boji proti nemrtvým.
Během středoškolského basketbalového zápasu Buffy s Pikem zjistí, že jeden z hráčů je Lothosovým poskokem. Po rychlé honičce se Buffy na šrotišti konečně setká s Lothosem, s Pikem je však zajata jeho upíry. Lothos uvede zabíječku do hypnotického transu, což přeruší Merrick; ten je však Lothosem zabit. Hlavní upír následně nechá Buffy být s tím, že ještě není připravená na konečný souboj. Ještě než strážce zemře, poradí své svěřenkyni, že dělat věci svým způsobem je lepší než žít podle pravidel ostatních. Kvůli svému novému životu, odpovědnosti a žalu nad ztrátou přítele je Buffy emocionálně v šoku, obrátí se zpět ke svým kamarádkám, začne se chovat nezrale, sobecky a začne upouštět od svých zabíječských povinností.
Během plesu ve školní tělocvičně se Buffy se opětovně setká s Pikem a začnou spolu tančit. Během této akce však na studenty zaútočí Lothos se zbytkem svých upírů, se kterými se Buffy utká, zatímco Pike bojuje se svým bývalým kamarádem (nyní však také nemrtvým) Bennym. Po přemožení ostatních upírů zabije Buffy Amilyna a střetne se s Lothosem. Ten se ji snaží opět zhypnotizovat, zabíječka však použije lak na vlasy ve spreji jako plamenomet a nechá upírského bosse hořet. Po návratu do tělocvičny zjistí, že se všichni vzpamatovávají z útoku, vrátí se sem však i Lothos, kterého nakonec Buffy zapíchne kolíkem. Zabíječka s Pikem opustí ples na motorce, následně místní zpravodajství začne dělat se studenty a s ředitelem školy rozhovory.

## Obsazení

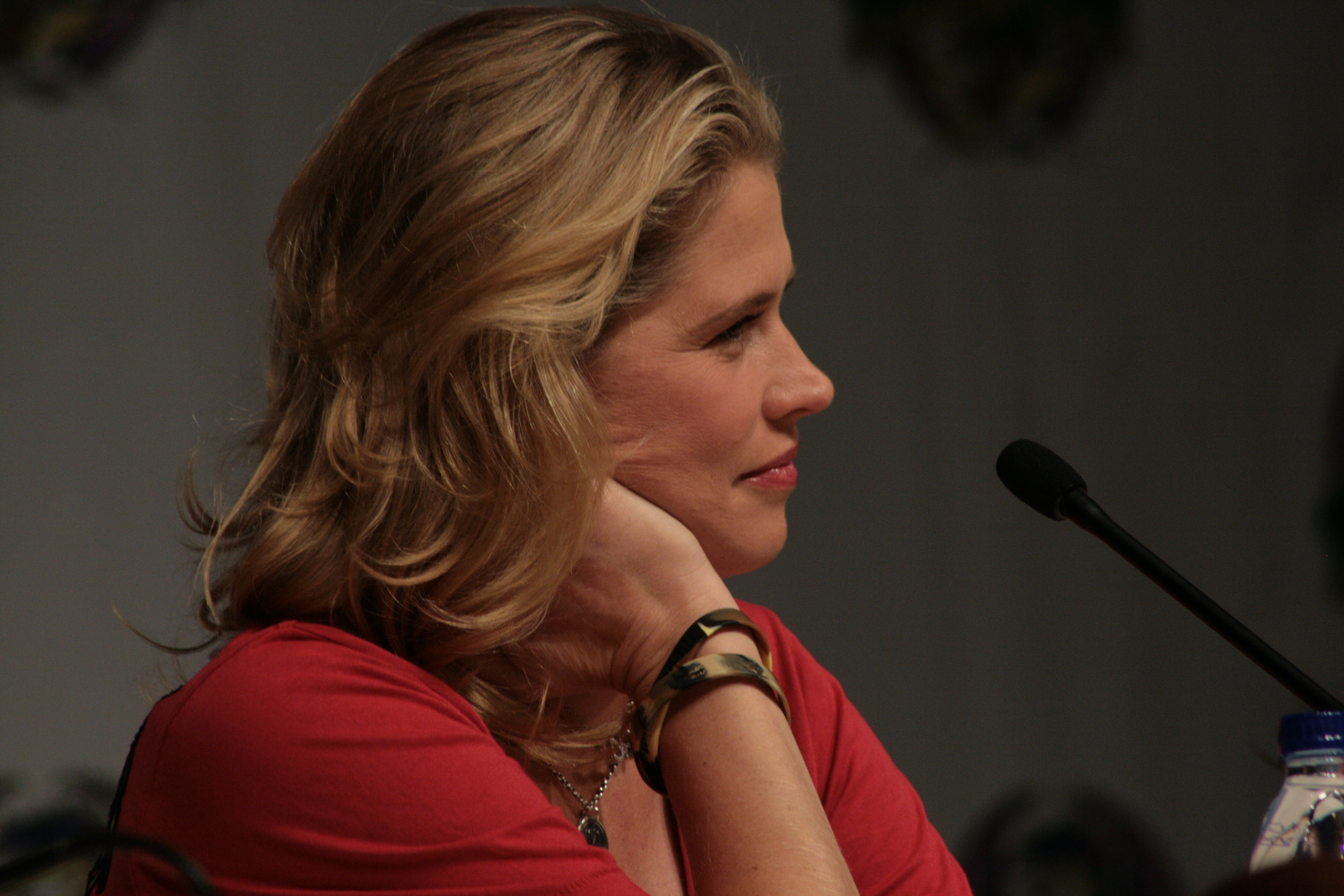
Kristy Swanson, představitelka Buffy

- Kristy Swanson (český dabing: Jana Mařasová [VHS], Andrea Elsnerová [2006]) jako Buffy Summersová,[p. 1] zabíječka upírů
- Donald Sutherland (český dabing: Jan Přeučil [VHS], Petr Pospíchal [2006]) jako Merrick Jamison-Smythe,[p. 1] strážce
- Paul Reubens (český dabing: ?) jako Amilyn, upír a hlavní poskok Lothose
- Rutger Hauer (český dabing: ?) jako Lothos, místní upírský šéf
- Luke Perry (český dabing: Ondřej Vetchý [VHS], Filip Jančík [2006]) jako Oliver Pike,[p. 1] přítel Buffy

Ve vedlejších rolích se představili například Hilary Swank, David Arquette a Natasha Gregson Wagner, v drobné roli se ve filmu objevil také Ben Affleck. Ve vystřižené scéně hrál jednoho z upírů Seth Green, který v seriálu Buffy, přemožitelka upírů ztvárnil Oze.

## Produkce

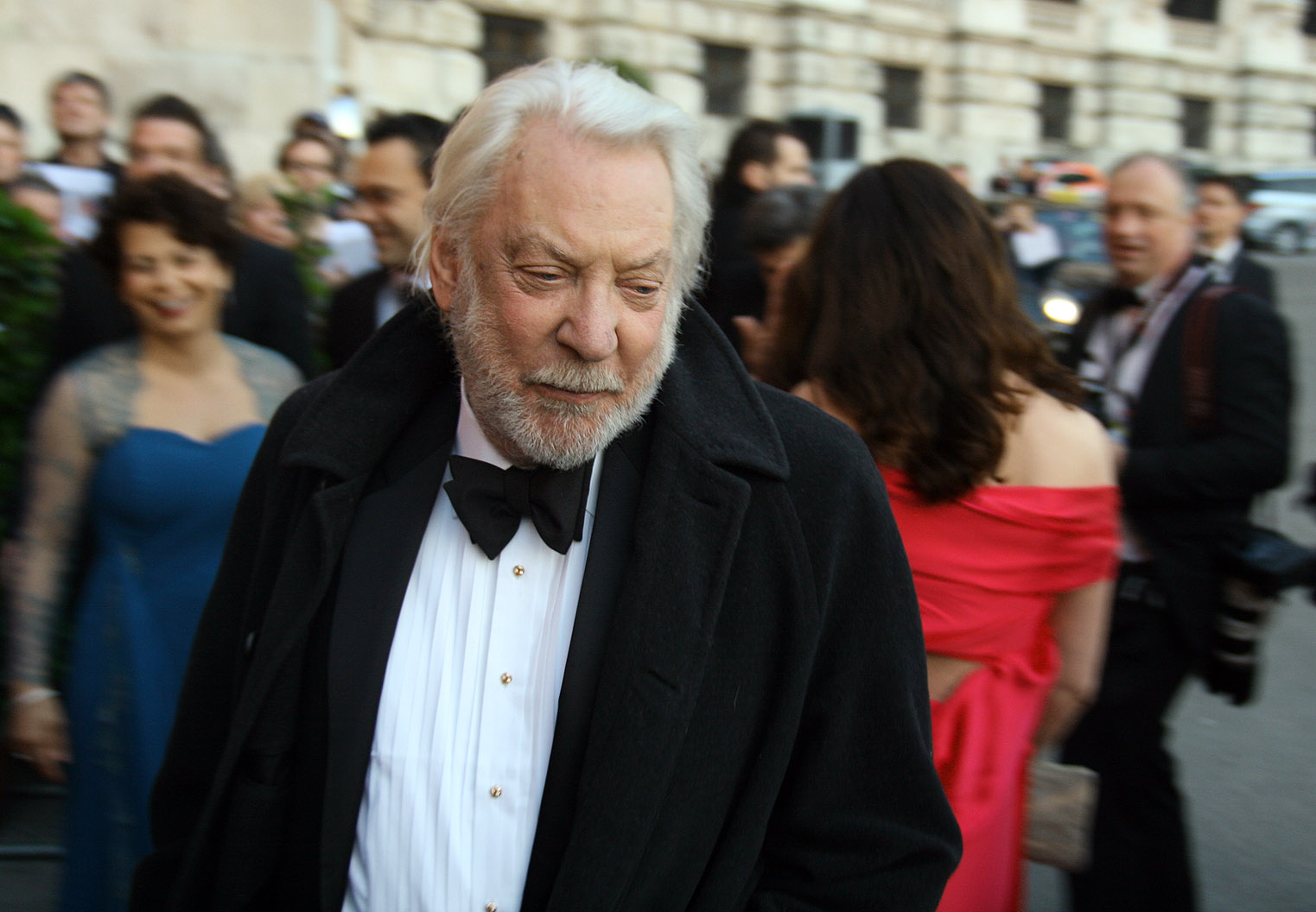
Donald Sutherland ztvárnil ve filmu postavu Merricka

Scénář filmu nabídl Joss Whedon v roce 1988 produkční společnosti Sandollar Productions, která jej v roce 1991 předložila režisérce Fran Rubel Kuzui. Té se skript zalíbil, takže zajistila jeho prodej studiu 20th Century Fox.
Natáčení filmu trvalo 29 dní. Režisérka Fran Rubel Kuzui ponechala během filmování hercům velkou míru volnosti, při které mohli improvizovat. Jejich názory se na tento přístup lišily, Donald Sutherland vyjádřil o jeho vhodnosti pochyby, Paul Reubens však na natáčení přinášel svůj humor, který využíval i na scéně. Rozpočet filmu činil 9 milionů dolarů.
Hudbu pro snímek složil hudební skladatel Carter Burwell, ve filmu však zazní také několik písní populárních interpretů, jako jsou C+C Music Factory, Matthew Sweet, Susanna Hoffs, Toad the Wet Sprocket, Divinyls, Ozzy Osbourne, The Cult či Rob Halford+Pantera. Soundtrack byl vydán 28. července 1992.

### České znění
Pro snímek vznikly dva české dabingy. Dabing pro vydání na VHS v překladu Matěje Holuba vyrobilo Studio Interval pro Guild Home Video, režíroval jej Petr Pospíchal. Druhý dabing v režii Jana Filipčíka (pseudonym Filipa Jančíka) a v překladu Drahomíry Kočové vyrobila FTV Prima ve studiu S Pro Alfa CZ v roce 2006.

## Vydání
Film Buffy, zabíječka upírů měl v amerických kinech premiéru 31. července 1992. V Česku byl uveden 6. května 1993.
V roce 1993 byl snímek vydán na LD a VHS. K vydání na DVD došlo roku 2001, na BD v roce 2011. V Česku byla lokalizovaná verze vydána distributorem Bonton Home Video na VHS 1. února 2000.

## Přijetí
V USA dosáhly tržby z promítání v kinech částky 16,6 milionů dolarů.
Reakce kritiky na film byly smíšené, server Rotten Tomatoes na základě 36 recenzí udělil snímku 33 %, server Metacritic na základě 17 recenzí 48 %. Filmoví kritici vyčítali snímku špatné herecké výkony a režii, nicméně oceňovali myšlenku scénáře.

## Odvozená díla
Námět o dívce zabíjející upíry přepracoval Joss Whedon do podoby seriálu Buffy, přemožitelka upírů, který byl vysílán v letech 1997–2003 a ve kterém hlavní roli ztvárnila Sarah Michelle Gellar. Celovečerní snímek obsahuje oproti úspěšnému televiznímu seriálu různé dějové odlišnosti, jako je minulost Buffy nebo schopnosti zabíječky/přemožitelky i upírů. Sám Joss Whedon vyjádřil velkou nespokojenost s výslednou interpretací jeho filmového scénáře s tím, že „je to začátek [příběhu], ale není to přesně ta dívka… Moje původní idea byla o hodně méně bláznivá. Byla tam legrace, ale mnohem více to byl vážný akční hororový film s vtipy.“ Prohlásil: „Napsal jsem tento strašidelný film o silné dívce a oni jej předělali na masovou komedii. To bylo zdrcující.“ Úvodní díl seriálu napsal Whedon coby sequel k původní verzi svého filmového scénáře, proto obsahuje odkazy na události, které v realizované verzi filmu nejsou.
V roce 1999 vydalo nakladatelství Dark Horse Comics trojdílnou komiksovou minisérii The Origin, adaptaci původního Whedonova filmového scénáře, který uvádí události z celovečerního snímku do kontinuity s televizním seriálem.
V roce 2009 se objevily první zprávy o plánovaném remaku nebo rebootu Buffy, zabíječky upírů pod vedením manželů Kuzuiových. Projektu, který neměl mít žádnou návaznost na původní film, seriál nebo vydávané komiksy se neúčastnil Joss Whedon. Scénář, který napsala Whit Anderson, ale byl v roce 2011 producenty odmítnut a projekt byl posléze odložen.